# Antonio Manuel Reina
Antonio Manuel Reina Ballesteros  (né le 13 juin 1981 à Osuna) est un athlète espagnol, spécialiste des courses de demi-fond.

## Biographie

### Palmarès
| Date | Compétition                    | Lieu              | Résultat | Épreuve   | Temps              |
| ---- | ------------------------------ | ----------------- | -------- | --------- | ------------------ |
| 2000 | Championnats du monde juniors  | Santiago du Chili | 3e       | 800 m     | 1 min 47 s 90      |
| 2001 | Championnats d'Europe espoirs  | Amsterdam         | 1re      | 800 m     | 1 min 47 s 74      |
| 2001 | Championnats du monde          | Edmonton          | 6e       | 4 x 400 m | 3 min 02 s 24      |
| 2002 | Championnats d'Europe en salle | Vienne            | 3e       | 800 m     | 1 min 45 s 25 (NR) |
| 2002 | Coupe du monde des nations     | Madrid            | 1re      | 800 m     | 1 min 43 s 83      |
| 2003 | Championnats du monde en salle | Birmingham        | 4e       | 800 m     | 1 min 46 s 58      |
| 2003 | Championnats du monde          | Paris             | 5e       | 4 x 400 m | 3 min 02 s 50      |
| 2004 | Championnats ibéro-américains  | Huelva            | 1re      | 4 x 400 m | 3 min 05 s 68      |
| 2005 | Championnats d'Europe en salle | Madrid            | 2e       | 800 m     | 1 min 48 s 76      |
| 2005 | Jeux méditerranéens            | Almería           | 1re      | 800 m     | 1 min 47 s 03      |
| 2005 | Finale mondiale                | Monaco            | 7e       | 800 m     |                    |
| 2010 | Championnats ibéro-américains  | San Fernando      | 3e       | 800 m     | 1 min 46 s 15      |

### Records
| Épreuve | Épreuve   | Performance   | Lieu   | Date              |
| ------- | --------- | ------------- | ------ | ----------------- |
| 800 m   | Plein air | 1 min 43 s 83 | Madrid | 21 septembre 2002 |
| 800 m   | Salle     | 1 min 45 s 25 | Vienne | 3 mars 2002       |